# Neder-Särvsjön
Neder-Särvsjön är en sjö i Härjedalens kommun i Härjedalen och ingår i Ljusnans huvudavrinningsområde. Sjön har en area på 2,59 kvadratkilometer och ligger 629 meter över havet. Sjön avvattnas av vattendraget Särvan.

## Delavrinningsområde
Neder-Särvsjön ingår i det delavrinningsområde (694765-136450) som SMHI kallar för Utloppet av Neder-Särvsjön. Medelhöjden är 722 meter över havet och ytan är 22,48 kvadratkilometer. Räknas de 7 avrinningsområdena uppströms in blir den ackumulerade arean 164,73 kvadratkilometer. Särvan som avvattnar avrinningsområdet har biflödesordning 2, vilket innebär att vattnet flödar genom totalt 2 vattendrag innan det når havet efter 353 kilometer. Avrinningsområdet består mestadels av skog (78 procent). Avrinningsområdet har 2,67 kvadratkilometer vattenytor vilket ger det en sjöprocent på 11,9 procent.